# MTV Video Music Awards 2010
La 27ª edizione degli MTV Video Music Awards si è tenuta il 12 settembre 2010 nel Nokia Theatre di Los Angeles ed è stata condotta da Chelsea Handler.
Avendo ricevuto 13 nomination, Lady Gaga è diventata l'artista più nominata in una singola edizione nella storia dei VMA e, contemporaneamente, l'artista che ha ricevuto due nomination nella stessa categoria (Video dell'anno) comparendo sia con Bad Romance che con Telephone È stata anche trionfatrice della serata, portandosi a casa ben 8 statuette. Durante la serata ha anche svelato il nome del suo nuovo album, Born This Way, e ha cantato un breve pezzo del nuovo singolo. La cantante ritirò il premio indossando un abito di carne cruda, che ricevette grande attenzione mediatica e che fu criticato aspramente dall'associazione PETA.
Lo spettacolo fu visto complessivamente da 11,4 milioni di spettatori, più di ogni altro spettacolo degli MTV Video Music Awards dall'edizione del 2002.

## Esibizioni

### Pre show
- Nicki Minaj (featuring will.i.am) — "Your Love" (introduzione) / "Check It Out"

### Esibizioni dal vivo
- Eminem (featuring Rihanna) — "Not Afraid" / "Love the Way You Lie"
- Justin Bieber — "U Smile" (introduzione) / "Baby" / "Somebody to Love"
- Usher — "DJ Got Us Fallin' in Love" / "OMG"
- Florence and the Machine — "Dog Days Are Over"
- Taylor Swift — "Innocent"[7][8]
- Drake (featuring Mary J. Blige e Swizz Beatz) — "Fancy"
- B.o.B e i Paramore (featuring Bruno Mars) — "Nothin' on You" (introduzione) / "Airplanes" / "The Only Exception"
- Linkin Park — "The Catalyst"
- Kanye West (featuring Pusha T) — "Runaway"

Il DJ della serata è stato deadmau5. Al suo fianco si sono esibiti:
- Travie McCoy — "Billionaire"
- Jason Derulo — "Ridin' Solo"
- Robyn — "Dancing on My Own"

Nel parcheggio al di fuori del Nokia Theatre si è tenuta la seguente esibizione:
- N.E.R.D e Ciara — "Hot-N-Fun"

## Vincitori e candidati
I vincitori sono indicati in grassetto.

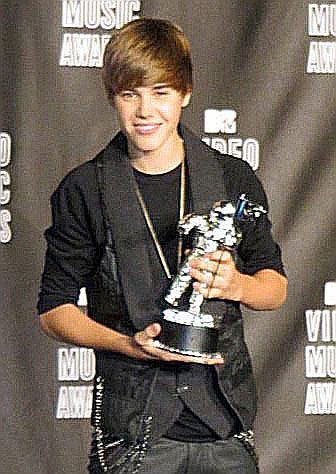
Justin Bieber ha ricevuto il premio come miglior artista esordiente.

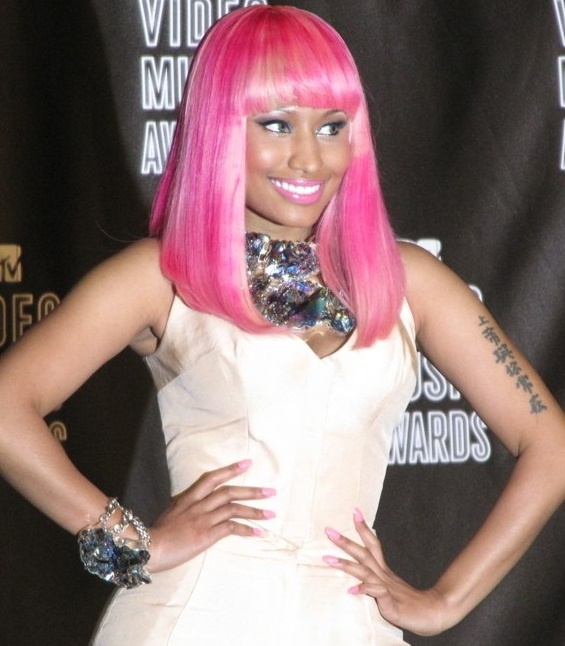
Nicki Minaj sul red carpet, candidata come miglior artista esordiente.

### Video dell'anno
- Lady Gaga — Bad Romance
- Thirty Seconds to Mars — Kings and Queens
- B.o.B (featuring Hayley Williams) — Airplanes
- Eminem — Not Afraid
- Florence and the Machine — Dog Days Are Over
- Lady Gaga (featuring Beyoncé) — Telephone

### Miglior video maschile
- Eminem — Not Afraid
- B.o.B (featuring Hayley Williams) — Airplanes
- Jason Derulo — In My Head
- Drake — Find Your Love
- Usher (featuring will.i.am) — OMG

### Miglior video femminile
- Lady Gaga — Bad Romance
- Beyoncé (featuring Lady Gaga) — Video Phone (Extended Remix)
- Kesha — Tik Tok
- Katy Perry (featuring Snoop Dogg) — California Gurls
- Taylor Swift — Fifteen

### Miglior artista esordiente
- Justin Bieber (featuring Ludacris) — Baby
- Broken Bells — The Ghost Inside
- Jason Derulo — In My Head
- Kesha — Tik Tok
- Nicki Minaj (featuring Sean Garrett) — Massive Attack

### Miglior video pop
- Lady Gaga — Bad Romance
- B.o.B (featuring Bruno Mars) — Nothin' on You
- Beyoncé (featuring Lady Gaga) — Video Phone (Extended Remix)
- Kesha — Tik Tok
- Katy Perry (featuring Snoop Dogg) — California Gurls

### Miglior video rock
- Thirty Seconds to Mars — Kings and Queens
- Florence and the Machine — Dog Days Are Over
- MGMT — Flash Delirium
- Muse — Uprising
- Paramore — Ignorance

### Miglior video hip-hop
- Eminem — Not Afraid
- B.o.B (featuring Hayley Williams) — Airplanes
- Drake (featuring Kanye West, Lil Wayne and Eminem) — Forever
- Jay-Z (featuring Swizz Beatz) — On to the Next One
- Kid Cudi (featuring MGMT and Ratatat) — Pursuit of Happiness

### Miglior video dance
- Lady Gaga — Bad Romance
- Cascada — Evacuate the Dancefloor
- David Guetta (featuring Akon) — Sexy Chick
- Enrique Iglesias (featuring Pitbull) — I Like It (Jersey Shore Version)
- Usher (featuring will.i.am) — OMG

### Miglior duetto
- Lady Gaga (featuring Beyoncé) — Telephone
- 3OH!3 (featuring Kesha) — My First Kiss
- Beyoncé (featuring Lady Gaga) — Video Phone (Extended Remix)
- B.o.B (featuring Hayley Williams) — Airplanes
- Jay-Z and Alicia Keys — Empire State of Mind

### Breakthrough Video
- The Black Keys — Tighten Up
- Dan Black — Symphonies
- Coldplay — Strawberry Swing
- Gorillaz (featuring Bobby Womack and Mos Def) — Stylo

### Miglior regia
- Lady Gaga — Bad Romance (Regista: Francis Lawrence)
- Thirty Seconds to Mars — Kings and Queens (Regista: Bartholomew Cubbins)
- Eminem — Not Afraid (Regista: Rich Lee)
- Jay-Z and Alicia Keys — Empire State of Mind (Regista: Hype Williams)
- Pink (cantante) — Funhouse (Regista: Dave Meyers)

### Miglior coreografia
- Lady Gaga — Bad Romance (Coreografo: Laurieann Gibson)
- Beyoncé (featuring Lady Gaga) — Video Phone (Extended Remix) (Coreografi: Frank Gatson Jr., Phlex and Bryan Tanaka)
- Lady Gaga (featuring Beyoncé) — Telephone (Coreografo: Laurieann Gibson)
- Janelle Monáe (featuring Big Boi) — Tightrope (Coreografi: Janelle Monáe and the Memphis Jookin Community)
- Usher (featuring will.i.am) — OMG (Coreografo: Aakomon “AJ” Jones)

### Miglior effetti speciali
- Muse — Uprising (Effetti speciali: Humble TV and Sam Stephens)
- Dan Black — Symphonies (Effetti speciali: Corinne Bance e Axel D'Harcourt)
- Eminem — Not Afraid (Effetti speciali: Animaholics-VFX)
- Green Day — 21st Century Breakdown (Effetti speciali: Laundry)
- Lady Gaga — Bad Romance (Effetti speciali: Skulley Effects VFX)

### Miglior direttore artistico
- Florence and the Machine — Dog Days Are Over (Direttori artistici: Louise Corcoran and Aldene Johnson)
- Thirty Seconds to Mars — Kings and Queens (Direttore artistico: Marc Benacerraf)
- Beyoncé (featuring Lady Gaga) — Video Phone (Extended Remix) (Direttore artistico: Lenny Tso)
- Eminem — Not Afraid (Direttore artistico: Ethan Tobman)
- Lady Gaga — Bad Romance (Direttore artistico: Charles Infante)

### Miglior montaggio
- Lady Gaga — Bad Romance (Montaggio: Jarrett Fijal)
- Eminem — Not Afraid (Montaggio: Ken Mowe)
- Miike Snow — Animal (Montaggio: Frank Macias)
- Pink — Funhouse (Montaggio: Chris Davis)
- Rihanna — Rude Boy (Montaggio Clark Eddy)

### Migliore fotografia
- Jay-Z and Alicia Keys — Empire State of Mind (Direttore della fotografia: John Perez)
- Eminem — Not Afraid (Direttore della fotografia: Christopher Probst)
- Florence and the Machine — Dog Days Are Over (Direttore della fotografia: Adam Frisch)
- Lady Gaga — Bad Romance (Direttore della fotografia: Thomas Kloss)
- Mumford & Sons — Little Lion Man (Direttore della fotografia: Ben Magahy)

### Miglior artista latinoamericano
- Aventura
- Camila
- Daddy Yankee
- Pitbull
- Shakira
- Wisin & Yandel[9]